# Pieni Niinisaari (ö i Mellersta Finland)
Pieni Niinisaari är en ö i Finland. Den ligger i sjön Muuruejärvi och i kommunen Viitasaari i den ekonomiska regionen  Saarijärvi-Viitasaari och landskapet Mellersta Finland, i den centrala delen av landet, 300 km norr om huvudstaden Helsingfors. Öns area är omkring 780 kvadratmeter och dess största längd är 60 meter i sydöst-nordvästlig riktning.